# Lista dos governadores e vice-reis do Estado Português da Índia

Brasão do Estado Português da Índia

Esta é uma lista dos governadores e vice-reis do Estado Português da Índia constituído seis anos após a descoberta do caminho marítimo para a Índia por Vasco da Gama. O primeiro título de "vice-rei da Índia" fora inicialmente concedido por D. Manuel I a Tristão da Cunha, para que a soberania portuguesa estivesse representada nos territórios recém-descobertos. Devido a uma cegueira temporária deste, o cargo foi concedido em 1505 a Francisco de Almeida, o primeiro Vice-rei da Índia, embora só em 1510 com a expansão territorial efectuada por Afonso de Albuquerque, que conquistou Goa tornando-a a sede da presença portuguesa, se deu o nome oficial de Estado Português da Índia.
A denominação "Índia" abrangia então todos os territórios no Índico — desde a África Austral ao Sudeste Asiático. Inicialmente o rei D. Manuel tentou a distribuição do poder por três governadores com áreas de jurisdição distintas, contudo o cargo foi centralizado por Afonso de Albuquerque, que se tornou plenipotenciário, e assim permaneceu. O termo do mandato era, tal como o equivalente em Espanha, de três anos, possivelmente dado o poder que representava: no século XVI dos trinta e quatro governadores da Índia, apenas seis tiveram mandatos mais prolongados.
Durante dois séculos os governadores detiveram a jurisdição sobre todas as possessões portuguesas no Índico; só em 1752 Moçambique passou a dispor de governo próprio e em 1844 o Estado Português da Índia deixou também de administrar os territórios de Macau, Solor e Timor, vendo-se assim confinado a uma reduzida expressão territorial no Malabar: Goa, Damão, Diu, Nagar-Aveli e Dadrá. Perdeu estes dois últimos enclaves em 1954, e por fim as três restantes praças em dezembro de 1961, quando foram ocupadas pela União Indiana (embora Portugal só reconhecesse a ocupação após a Revolução dos Cravos, em 1975). Terminou assim, após quatro séculos e meio de domínio português, o Estado Português da Índia.
Note-se que, durante a vigência do regime monárquico a titulação do chefe de governo da Índia Portuguesa variou entre "Governador" e "Vice-Rei". O título de vice-rei seria apenas atribuído a membros da alta nobreza; foi oficialmente extinto em 1774, ainda que mais tarde tenha sido conferido esporadicamente, para ser definitivamente extinto após 1835).

## Lista
| Designação oficial                              | Retrato                                                    | Nome | Mandato                                 | Soberano    |
| Vice-rei da Índia                               |                                                            | Tristão da Cunha (c.1460–c.1540) | 1504–1504                               | D. Manuel I |
| Vice-rei da Índia                               |                                                            | D. Francisco de Almeida (1450–1510) | 1505–1509                               | D. Manuel I |
| Governador da Índia                             |                                                            | Afonso de Albuquerque (1453–1515) | 1509 -1515                              | D. Manuel I |
| Governador da Índia                             |                                                            | Lopo Soares de Albergaria | 1515–1518                               | D. Manuel I |
| Governador da Índia                             |                                                            | Diogo Lopes de Sequeira | 1518–1522                               | D. Manuel I |
| Governador da Índia                             |                                                            | D. Duarte de Meneses | 1522–1524                               | D. Manuel I |
| Vice-rei da Índia                               |                                                            | D. Vasco da Gama, 1.º conde da Vidigueira | 1524                                    | D. Manuel I |
| Governador da Índia                             |                                                            | D. Henrique de Meneses | 1525–1526                               |             |
| Governador da Índia                             |                                                            | Lopo Vaz de Sampaio | 1526–1529                               |             |
| Governador da Índia                             |                                                            | Nuno da Cunha | 1529–1538                               |             |
| Governador da ÍndiaVice-rei da Índia            |                                                            | D. Garcia de Noronha | 1538–1540                               |             |
| Governador                                      |                                                            | D. Estêvão da Gama | 1540–1542                               |             |
| Governador                                      |                                                            | D. Martim Afonso de Sousa | 1542–1545                               |             |
| Governador                                      |                                                            | D. João de Castro | 1545–1548                               |             |
| Vice-Rei e Governador                           |                                                            | D. João de Castro | 1548                                    |             |
| Governador                                      |                                                            | Garcia de Sá | 1548–1549                               |             |
| Governador                                      |                                                            | Jorge Cabral | 1549–1550                               |             |
| Vice-Rei e Governador                           |                                                            | D. Afonso de Noronha | 1550–1554                               |             |
| Vice-Rei e Governador                           |                                                            | D. Pedro Mascarenhas | 1554–1555                               |             |
| Governador                                      |                                                            | Francisco Barreto | 1555–1558                               |             |
| Vice-Rei e Governador                           |                                                            | D. Constantino de Bragança | 1558–1561                               |             |
| Vice-Rei e Governador                           |                                                            | D. Francisco Coutinho, 3.º conde de Redondo | 1561–1564                               |             |
| Governador                                      |                                                            | João de Mendonça Furtado | 1564                                    |             |
| Vice-Rei e Governador                           |                                                            | D. Antão de Noronha | 1564–1568                               |             |
| Vice-Rei e Governador                           |                                                            | D. Luís de Ataíde, 3.º conde de Atouguia (1.ª vez) | 1568–1571                               |             |
| Governador                                      |                                                            | D. António de Noronha | 1571–1573                               |             |
| Governador                                      |                                                            | António Moniz Barreto | 1573–1576                               |             |
| Vice-Rei e Governador                           |                                                            | Rui Lourenço de Távora | 1576                                    |             |
| Governador                                      |                                                            | D. Diogo de Meneses | 1576–1578                               |             |
| Vice-Rei e Governador                           |                                                            | D. Luís de Ataíde, 3.º conde de Atouguia (2.ª vez) | 1578–1580                               |             |
| Governador                                      |                                                            | Fernão Teles de Meneses | 1581                                    |             |
| Vice-Rei e Governador                           |                                                            | D. Francisco Mascarenhas | 1581–1584                               |             |
| Vice-Rei e Governador                           |                                                            | D. Duarte de Meneses | 1584–1588                               |             |
| Governador                                      |                                                            | Manuel de Sousa Coutinho | 1588–1591                               |             |
| Vice-Rei e Governador                           |                                                            | Matias de Albuquerque | 1591–1597                               |             |
| Vice-Rei e Governador                           |                                                            | D. Francisco da Gama, 4.º conde da Vidigueira (1.ª vez) | 1597–1600                               |             |
| Vice-Rei e Governador                           |                                                            | Aires de Saldanha | 1600–1605                               |             |
| Vice-Rei e Governador                           |                                                            | D. Martim Afonso de Castro | 1605–1607                               |             |
| Governador                                      |                                                            | D. Frei Aleixo de Meneses, Arcebispo de Goa e Primaz das Índias | 1607–1609                               |             |
| Governador                                      |                                                            | André Furtado de Mendonça | 1609                                    |             |
| Vice-Rei e Governador                           |                                                            | Rui Lourenço de Távora, neto | 1609–1612                               |             |
| Vice-Rei e Governador                           |                                                            | D. Jerónimo de Azevedo | 1612–1617                               |             |
| Vice-Rei e Governador                           |                                                            | D. João Coutinho, 5.º conde de Redondo | 1617–1619                               |             |
| Governador                                      |                                                            | D. Jerónimo Coutinho | 1619                                    |             |
| Vice-Rei e Governador                           |                                                            | D. Afonso de Noronha | 1619                                    |             |
| Governador                                      |                                                            | Fernão de Albuquerque | 1619–1622                               |             |
| Vice-Rei e Governador                           |                                                            | D. Francisco da Gama, 4.º conde da Vidigueira (2.ª vez) | 1622–1628                               |             |
| Vice-Rei e Governador                           |                                                            | D. Frei Luís de Brito e Meneses, Bispo de Meliapor | 1628–1629                               |             |
| Conselho de Governo Interino                    | -                                                          | Nuno Álvares Botelho, D. Lourenço da Cunha e Gonçalo Pinto da Fonseca | 1629                                    |             |
| Vice-Rei e Governador                           |                                                            | D. Miguel de Noronha, 4.º conde de Linhares | 1629–1635                               |             |
| Vice-Rei e Governador                           |                                                            | Pêro da Silva | 1635–1639                               |             |
| Governador                                      |                                                            | António Teles de Meneses | 1639–1640                               |             |
| Vice-Rei e Governador                           |                                                            | D. João da Silva Telo e Meneses, 1.º conde de Aveiras (1.ª vez) | 1640–1644                               |             |
| Vice-Rei e Governador                           |                                                            | D. Filipe Mascarenhas | 1644–1651                               |             |
| Vice-Rei e Governador                           |                                                            | D. João da Silva Telo e Meneses, 1.º conde de Aveiras (2.ª vez) | 1651                                    |             |
| Conselho de Governo Interino                    | -                                                          | D. Frei Francisco dos Mártires, Francisco de Melo e Castro e António de Sousa Coutinho | 1651–1652                               |             |
| Governador                                      |                                                            | D. Vasco Mascarenhas, 1.º conde de Óbidos | 1652–1653                               |             |
| Governador                                      |                                                            | D. Brás de Castro (usurpador) | 1653–1655                               |             |
| Governador                                      |                                                            | Rodrigo Lobo da Silveira, 1.º Conde de Sarzedas | 1655–1656                               |             |
| Governador                                      |                                                            | Manuel Mascarenhas Homem | 1656                                    |             |
| Conselho de Governo Interino                    | -                                                          | Manuel Mascarenhas Homem, Francisco de Melo e Castro e António de Sousa Coutinho | 1656–1661                               |             |
| Conselho de Governo Interino                    | -                                                          | Luís de Mendonça Furtado e Albuquerque, 1.º conde de Lavradio, D. Manuel Mascarenhas e D. Pedro de Lencastre | 1661                                    |             |
| Conselho de Governo Interino                    | -                                                          | Luís de Mendonça Furtado e Albuquerque, 1.º conde de Lavradio, António de Melo e Castro e D. Pedro de Lencastre | 1661–1662                               |             |
| Conselho de Governo Interino                    | -                                                          | Luís de Mendonça Furtado e Albuquerque, 1.º conde de Lavradio e António de Melo e Castro | 14 de dezembro a 16 de dezembro de 1662 |             |
| Vice-Rei e Governador                           |                                                            | António de Melo e Castro | 1662–1666                               |             |
| Vice-Rei e Governador                           |                                                            | João Nunes da Cunha, 1.º conde de São Vicente | 1666–1668                               |             |
| Conselho de Governo Interino                    | -                                                          | António de Melo e Castro, Manuel Corte-Real de Sampaio e Luís de Miranda Henriques | 1668–1671                               |             |
| Vice-Rei e Governador                           |                                                            | Luís de Mendonça Furtado e Albuquerque, 1.º conde do Lavradio | 1671–1676                               |             |
| Vice-Rei e Governador                           |                                                            | D. Pedro de Almeida, 1.º conde de Assumar | 1676–1678                               |             |
| Conselho de Governo Interino                    | -                                                          | D. Frei António Brandão, Arcebispo de Goa e Primaz das Índias e António Pais de Sande | 1678                                    |             |
| Governador Interino                             |                                                            | D. Frei António Brandão, Arcebispo de Goa e Primaz das Índias | 1678–1681                               |             |
| Vice-Rei e Governador                           |                                                            | Francisco de Távora, 1.º Conde de Alvor | 1681–1686                               |             |
| Governador                                      |                                                            | D. Rodrigo da Costa | 1686–1690                               |             |
| Governador                                      |                                                            | D. Miguel de Almeida | 1690–1691                               |             |
| Conselho de Governo Interino                    | -                                                          | Fernando Martins Mascarenhas de Lencastre e Luís Gonçalves Cota | 1691                                    |             |
| Conselho de Governo Interino                    | -                                                          | Fernando Martins Mascarenhas de Lencastre e D. Frei Agostinho da Anunciação, Arcebispo de Goa e Primaz das Índias | 1691–1692                               |             |
| Vice-Rei e Governador                           |                                                            | D. Pedro António de Meneses Noronha de Albuquerque, 2.º conde de Vila Verde e 1.º marquês de Angeja | 1692–1697                               |             |
| Vice-Rei e Governador                           |                                                            | António Luís Gonçalves da Câmara Coutinho | 1697–1701                               |             |
| Conselho de Governo Interino                    | -                                                          | D. Frei Agostinho da Anunciação, Arcebispo de Goa e Primaz das Índias e Vasco de Lima Coutinho | 1701–1702                               |             |
| Vice-Rei e Governador                           |                                                            | Caetano de Melo e Castro | 1702–1707                               |             |
| Vice-Rei e Governador                           | Rodrigo da Costa (Archaeological Survey of India, Goa).png | D. Rodrigo da Costa | 1707–1712                               |             |
| Vice-Rei e Governador                           |                                                            | Vasco Fernandes César de Meneses, 1.º conde de Sabugosa | 1712–1717                               |             |
| Governador                                      |                                                            | D. Sebastião de Andrade Pessanha | 1717                                    |             |
| Vice-Rei e Governador                           |                                                            | D. Luís Carlos Inácio Xavier de Meneses, 5.º conde da Ericeira e 1.º marquês de Louriçal (1.ª vez) | 1717–1720                               |             |
| Vice-Rei e Governador                           |                                                            | Francisco José de Sampaio e Castro | 1720–1723                               |             |
| Governador Interino                             |                                                            | D. Cristóvão de Melo | 1723                                    |             |
| Conselho de Governo Interino                    | -                                                          | D. Cristóvão de Melo, D. Inácio de Santa Teresa, Arcebispo de Goa e Primaz das Índias e Cristóvão Luís de Andrade | 1723–1725                               |             |
| Vice-Rei e Governador                           |                                                            | João de Saldanha da Gama | 1725–1732                               |             |
| Conselho de Governo Interino                    | -                                                          | D. Inácio de Santa Teresa, Arcebispo de Goa e Primaz das Índias, D. Cristóvão de Melo e Tomé Gomes Moreira | 1732                                    |             |
| Vice-Rei e Governador                           |                                                            | D. Pedro Mascarenhas, 1.º conde de Sandomil | 1732–1740                               |             |
| Vice-Rei e Governador                           |                                                            | D. Luís Carlos Inácio Xavier de Meneses, 5.º conde da Ericeira e 1.º marquês do Louriçal (2.ª vez) | 1740–1742                               |             |
| Conselho de Governo Interino                    | -                                                          | D. Francisco de Vasconcelos, D. Lourenço de Noronha e D. Luís Caetano de Almeida | 1742–1744                               |             |
| Vice-Rei e Governador                           |                                                            | D. Pedro Miguel de Almeida Portugal e Vasconcelos, 3.º conde de Assumar, 1.º marquês de Castelo Novo e 1.º marquês de Alorna | 1744–1750                               |             |
| Vice-Rei e Governador                           |                                                            | Francisco de Assis de Távora, 3.º conde de Alvor, 3.º marquês de Távora jure uxoris e 4.º conde de São João da Pesqueira jure uxoris | 1750–1754                               |             |
| Vice-Rei e Governador                           |                                                            | D. Luís Mascarenhas, 2.º conde de Alva | 1754–1756                               |             |
| Conselho de Governo Interino                    | -                                                          | D. António Taveira da Neiva Brum da Silveira, Arcebispo de Goa e Primaz das Índias, João de Mesquita Matos Teixeira e Filipe de Valadares Sotomaior (governador de Damão) | 1756–1757                               |             |
| Governador Interino                             |                                                            | D. António Taveira da Neiva Brum da Silveira, Arcebispo de Goa e Primaz das Índias | 1757–1758                               |             |
| Vice-Rei e Governador                           |                                                            | Manuel de Saldanha de Albuquerque e Castro, 1.º conde da Ega | 1758–1765                               |             |
| Conselho de Governo Interino                    | -                                                          | D. António Taveira da Neiva Brum da Silveira, Arcebispo de Goa e Primaz das Índias, João Baptista Vaz Pereira e D. João José de Melo (vedor da Fazenda) | 1765–1768                               |             |
| Governador e Capitão-Geral da Índia             |                                                            | D. João José de Melo | 1768–1774                               |             |
| Governador Interino                             |                                                            | Filipe de Valadares Sotomaior | 1774                                    |             |
| Governador e Capitão-Geral da Índia             |                                                            | D. José Pedro da Câmara | 1774–1779                               |             |
| Governador e Capitão-Geral da Índia             |                                                            | D. Frederico Guilherme de Sousa Holstein | 1779–1786                               |             |
| Governador e Capitão-Geral da Índia             |                                                            | Francisco da Cunha e Meneses | 1786–1794                               |             |
| Governador e Capitão-Geral da Índia             |                                                            | Francisco António da Veiga Cabral da Câmara, 1.º visconde de Mirandela | 1794–1806                               |             |
| Vice-Rei e Capitão-Geral da Índia               |                                                            | D. Bernardo José Maria da Silveira e Lorena, 5.º conde de Sarzedas | 1806–1816                               |             |
| Vice-Rei e Capitão-Geral da Índia               |                                                            | D. Diogo de Sousa, 1.º conde de Rio Pardo | 1816–1821                               |             |
| Junta Provisional do Governo do Estado da Índia | -                                                          | Manuel José Gomes Loureiro, Manuel Godinho de Mira, Joaquim Manuel Correia da Silva e Gama, Gonçalo de Magalhães Teixeira Pinto e Manuel Duarte Leitão | 1821                                    |             |
| Junta Provisional do Governo do Estado da Índia | -                                                          | D. Manuel Maria Gonçalves Zarco da Câmara, D. Frei de São Tomás de Aquino, António José de Melo Sotomaior Teles, João Carlos Leal e António José de Lima Leitão | 1821–1822                               |             |
| Junta Provisional do Governo do Estado da Índia | -                                                          | D. Manuel Maria Gonçalves Zarco da Câmara, D. Frei de São Tomás de Aquino, António José de Melo Sotomaior Teles, João Carlos Leal e Joaquim Mourão Garcez Palha | 1822–1823                               |             |
| Vice-Rei e Capitão-Geral da Índia               |                                                            | D. Manuel Maria Gonçalves Zarco da Câmara (dissolveu a Junta e assumiu per se o governo da Índia) | 1823–1825                               |             |
| Conselho de Governo do Estado da Índia          |                                                            | D. Frei Manuel de São Galdino, Cândido José Mourão Garcez Palha e António Ribeiro de Carvalho | 1825–1826                               |             |
| Governador e Capitão-Geral da Índia             |                                                            | D. Manuel Francisco Zacarias de Portugal e Castro | 1826–1830                               |             |
| Vice-Rei e Capitão-Geral da Índia               |                                                            | D. Manuel Francisco Zacarias de Portugal e Castro | 1826–1835                               |             |
| Governador                                      |                                                            | Bernardo Peres da Silva (1.ª vez) único natural de Goa a exercer o cargo de Governador | 1835                                    |             |
| Governador                                      |                                                            | D. Manuel Francisco Zacarias de Portugal e Castro | 1835                                    |             |
| Governador                                      |                                                            | Joaquim Manuel Correia da Silva e Gama | 1835                                    |             |
| Conselho de Governo do Estado da Índia          | -                                                          | João Casimiro Pereira da Rocha de Vasconcelos, Manuel José Ribeiro, Frei Constantino de Santa Rita, João Cabral de Estefique, António Maria de Melo, Joaquim António de Morais Carneiro, António Mariano de Azevedo e José António de Lemos (desde 1836 confinada apenas a Goa) | 1835–1837                               |             |
| Governador                                      |                                                            | Bernardo Peres da Silva (2.ª vez, governando apenas em Damão e Diu; a Junta Provisional fica com o governo de Goa) único natural de Goa a exercer o cargo de Governador | 1836–1837                               |             |
| Governador                                      |                                                            | Simão Infante de Lacerda de Sousa Tavares, barão de Sabroso (restaura a unidade do Estado da Índia) | 1837–1839                               |             |
| Governador                                      |                                                            | José António Vieira da Fonseca | 1839                                    |             |
| Governador                                      |                                                            | Manuel José Mendes, 1.º barão do Candal | 1839–1840                               |             |
| Conselho de Governo do Estado da Índia          | -                                                          | José António Vieira da Fonseca, José Câncio Freire de Lima, António João de Ataíde, Domingos José Mariano Luís, José da Costa Campos e Caetano de Sousa e Vasconcelos | 1840                                    |             |
| Governador Interino                             |                                                            | José Joaquim Lopes de Lima | 1840–1842                               |             |
| Conselho de Governo do Estado da Índia          | -                                                          | António Ramalho de Sá, António José de Melo Sotomaior Teles, António João de Ataíde, José da Costa Campos e Caetano de Sousa e Vasconcelos | 1842                                    |             |
| Governador                                      |                                                            | Francisco Xavier da Silva Pereira, 1.º barão, 1.º visconde e 1.º conde das Antas | 1842–1843                               |             |
| Governador                                      |                                                            | Joaquim Mourão Garcez Palha | 1843–1844                               |             |
| Governador                                      |                                                            | José Ferreira Pestana, dito "Tito" ou "Delícias da Índia" (1.ª vez) | 1844–1851                               |             |
| Governador                                      |                                                            | José Joaquim Januário Lapa, 1.º barão e 1.º visconde de Vila Nova de Ourém | 1851–1855                               |             |
| Conselho de Governo do Estado da Índia          | -                                                          | D. Frei Joaquim de Santa Rita Botelho, Arcebispo de Goa e Primaz das Índias, Luís da Costa Campos, Francisco Xavier Peres, Bernardo Heitor da Silva e Lorena e Vítor Anastácio Mourão Garcez Palha                                                                              | 1855                                    |             |
| Governador                                      |                                                            | António César de Vasconcelos Correia, 1.º visconde e 1.º conde de Torres Novas | 1855–1864                               |             |
| Governador                                      |                                                            | José Ferreira Pestana (2.ª vez) | 1864–1870                               |             |
| Governador                                      |                                                            | Januário Correia de Almeida, 1.º barão, 1.º visconde e 1.º conde de São Januário | 1870–1871                               |             |
| Governador                                      |                                                            | Joaquim José Macedo e Couto | 1871–1875                               |             |
| Governador                                      |                                                            | João Tavares de Almeida | 1875–1877                               |             |
| Conselho de Governo do Estado da Índia          | -                                                          | D. Aires de Ornelas e Vasconcelos, Arcebispo de Goa e Primaz das Índias, João Caetano da Silva Campos, Francisco Xavier Soares da Veiga e Eduardo Augusto de Sá Nogueira Pinto Balsemão                                                                                         | 1877                                    |             |
| Governador                                      |                                                            | António Sérgio de Sousa | 1877–1878                               |             |
| Conselho de Governo do Estado da Índia          | -                                                          | D. Aires de Ornelas e Vasconcelos, Arcebispo de Goa e Primaz das Índias, João Caetano da Silva Campos, Francisco Xavier Soares da Veiga e António Sérgio de Sousa Júnior | 1878                                    |             |
| Governador                                      |                                                            | Caetano Alexandre de Almeida e Albuquerque | 1878–1882                               |             |
| Governador                                      |                                                            | Carlos Eugénio Correia da Silva, 1.º visconde e 1.º conde de Paço de Arcos | 1882–1886                               |             |
| Conselho de Governo do Estado da Índia          | -                                                          | D. António Sebastião Valente, Arcebispo de Goa e Primaz das Índias, José de Sá Coutinho, José Inácio de Brito e José Maria Teixeira Guimarães | 1886                                    |             |
| Governador                                      |                                                            | Francisco Joaquim Ferreira do Amaral | 1886                                    |             |
| Conselho de Governo do Estado da Índia          | -                                                          | D. António Sebastião Valente, Arcebispo de Goa e Patriarca das Índias Orientais, José de Sá Coutinho, José Inácio de Brito e José Maria Teixeira Guimarães | 1886                                    |             |
| Governador                                      |                                                            | Augusto César Cardoso de Carvalho | 1886–1889                               |             |
| Governador Interino                             |                                                            | Joaquim Augusto Mouzinho de Albuquerque | 1889                                    |             |
| Conselho de Governo do Estado da Índia          | -                                                          | D. António Sebastião Valente, Arcebispo de Goa e Patriarca das Índias Orientais, Joaquim Borges de Azevedo Enes, José Inácio de Brito e Joaquim Augusto Mouzinho de Albuquerque                                                                                                 | 1889                                    |             |
| Governador                                      |                                                            | Vasco Guedes de Carvalho e Meneses | 1889–1891                               |             |
| Governador                                      |                                                            | Francisco Maria da Cunha | 1891                                    |             |
| Governador Interino                             |                                                            | João Manuel Correia Taborda (1.ª vez) | 1891–1892                               |             |
| Conselho de Governo do Estado da Índia          | -                                                          | D. António Sebastião Valente, Arcebispo de Goa e Patriarca das Índias Orientais, Luís Fisher Berquó Poças Falcão, Raimundo Maria Correia Mendes e João Manuel Correia Taborda                                                                                                   | 1892                                    |             |
| Governador                                      |                                                            | Francisco Teixeira da Silva | 1892–1893                               |             |
| Conselho de Governo do Estado da Índia          | -                                                          | Luís Fisher Berquó Poças Falcão, Raimundo Maria Correia Mendes e João Manuel Correia Taborda | 1893                                    |             |
| Governador                                      |                                                            | Rafael Jácome de Andrade (1.ª vez) | 1893–1894                               |             |
| Governador Interino                             |                                                            | João Manuel Correia Taborda (2.ª vez) | 1894                                    |             |
| Conselho de Governo do Estado da Índia          | -                                                          | D. António Sebastião Valente, Arcebispo de Goa e Patriarca das Índias Orientais, Francisco António Ochoa, Luís Carneiro de Sousa e Faro e João Manuel Correia Taborda | 1894                                    |             |
| Governador                                      |                                                            | Elesbão José de Bettencourt Lapa, 2.º visconde de Vila Nova de Ourém | 1894–1895                               |             |
| Governador                                      |                                                            | Rafael Jácome de Andrade (2.ª vez) | 1895–1896                               |             |
| Vice-Rei                                        |                                                            | Infante D. Afonso Henriques de Bragança, 3.º duque do Porto | 1896                                    |             |
| Governador Interino                             |                                                            | João António de Brissac das Neves Ferreira | 1896–1897                               |             |
| Governador Interino                             |                                                            | João Manuel Correia Taborda (3.ª vez) | 1897                                    |             |
| Conselho de Governo do Estado da Índia          | -                                                          | D. António Sebastião Valente, Arcebispo de Goa e Patriarca das Índias Orientais, Francisco António Ochoa, João de Melo Sampaio e João Manuel Correia Taborda | 1897                                    |             |
| Conselho de Governo do Estado da Índia          | -                                                          | D. António Sebastião Valente, Arcebispo de Goa e Patriarca das Índias Orientais, Abel Augusto Correia do Pinto, João de Melo Sampaio e João Manuel Correia Taborda | 1897                                    |             |
| Governador                                      |                                                            | Joaquim José Machado | 1897–1900                               |             |
| Governador                                      |                                                            | Eduardo Augusto Rodrigues Galhardo | 1900–1905                               |             |
| Conselho de Governo do Estado da Índia          | -                                                          | D. António Sebastião Valente, Arcebispo de Goa e Patriarca das Índias Orientais, Alfredo Mendonça David, José Emílio Santana da Cunha Castel-Branco e Francisco Maria Peixoto Vieira                                                                                            | 1905                                    |             |
| Governador                                      |                                                            | Arnaldo de Novais Guedes Rebelo | 1905–1907                               |             |
| Conselho de Governo do Estado da Índia          | -                                                          | Bernardo Nunes Garcia, César Augusto Roncon e Francisco Maria Peixoto Vieira | 1907                                    |             |
| Governador                                      |                                                            | José Maria de Sousa Horta e Costa | 1907–1910                               |             |
| Governador-Geral                                |                                                            | Francisco Manuel Couceiro da Costa | 1910–1917                               |             |
| Governador-Geral Interino                       |                                                            | Francisco Maria Peixoto Vieira (1.ª vez) | 1917                                    |             |
| Conselho de Governo do Estado da Índia          | -                                                          | Francisco Peixoto de Oliveira e Silva, Francisco Wolfgango da Silva único natural de Goa a exercer o cargo de Membro do Conselho de Governo e Francisco Maria Peixoto Vieira | 1917                                    |             |
| Governador-Geral                                |                                                            | José de Freitas Ribeiro | 1917–1919                               |             |
| Governador-Geral Interino                       |                                                            | Augusto de Paiva Bobela da Mota | 1919–1920                               |             |
| Governador-Geral                                |                                                            | Jaime Alberto de Castro de Morais | 1920–1925                               |             |
| Governador-Geral Interino                       |                                                            | Francisco Maria Peixoto Vieira (2.ª vez) | 1925                                    |             |
| Governador-Geral                                |                                                            | Mariano Martins | 1925–1926                               |             |
| Governador-Geral Interino                       |                                                            | Tito Augusto de Morais | 1926                                    |             |
| Governador-Geral Interino                       |                                                            | Acúrcio Mendes da Rocha Dinis | 1926–1927                               |             |
| Governador-Geral                                |                                                            | Pedro Francisco Massano de Amorim | 1927–1929                               |             |
| Governador-Geral Interino                       |                                                            | Acúrcio Mendes da Rocha Dinis | 1929                                    |             |
| Governador-Geral                                |                                                            | Alfredo Pedro de Almeida | 1929–1930                               |             |
| Governador-Geral                                |                                                            | João Carlos Craveiro Lopes | 1930–1936                               |             |
| Governador-Geral Interino                       |                                                            | Francisco Craveiro Lopes | 1936–1938                               |             |
| Governador-Geral                                |                                                            | José Ricardo Pereira Cabral | 1938–1945                               |             |
| Governador-Geral Interino                       |                                                            | Paulo Bénard Guedes | 1945–1946                               |             |
| Governador-Geral                                |                                                            | José Silvestre Ferreira Bossa | 1946–1947                               |             |
| Governador-Geral Interino                       |                                                            | José Alves Ferreira | 1947–1948                               |             |
| Governador-Geral                                |                                                            | Fernando de Quintanilha e Mendonça Dias | 1948–1952                               |             |
| Governador-Geral                                |                                                            | Paulo Bénard Guedes | 1952–1958                               |             |
| Governador-Geral                                |                                                            | Manuel António Vassalo e Silva | 1958–1961                               |             |